# Ra (god)

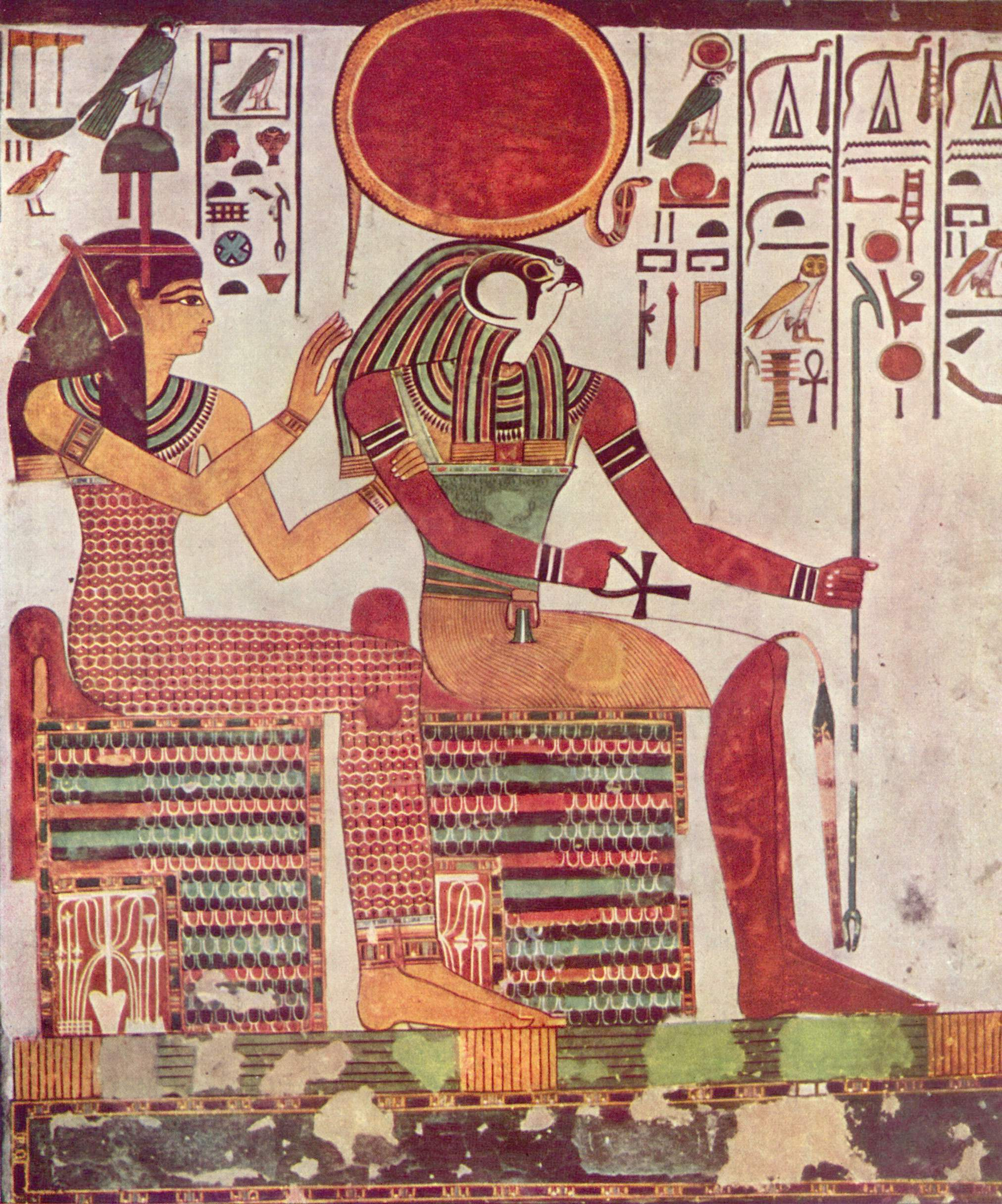
Imentet & Ra uit graf van Nefertari

Ra of Re is de zonnegod van de Egyptische mythologie. Hij was een van de meest vereerde en belangrijkste goden in de Egyptische mythologie. De god werd veelal geassocieerd met andere goden. In de vroege Egyptische mythologie had hij deels de gedaante van een valk, waardoor hij Re-Horakthy (Re, Horus van de horizon) werd. Als de ochtendzon werd hij geassocieerd met Chepri en als de avondzon met Atoem. Ra bleef belangrijk gedurende de hele geschiedenis van het faraonisch Egypte. De god was meestal het middelpunt in religieuze teksten en in scheppingsmythen.

## Rol
De god wordt in de loop van de geschiedenis meerdere rollen toegedicht.
- Heerser van de hemel. De Mythe van de Hemelkoe vertelt dat in de perfecte gouden tijd, toen er geen dag en nacht was, Ra met de andere goden op aarde vertoefde en goden en mensen in harmonie leefden. Toen Ra echter te oud werd om de aarde te regeren en de mensheid tegen hem in opstand kwam, stuurde Ra, na overleg met Noen (het oerwater), zijn oog Hathor-Sechmet naar de wereld om de mensheid te vernietigen. Ra kreeg op het laatste moment spijt en verzon met Sjoe en Thot een list om het oog te stoppen. Ra schiep een meer met roodgekleurd bier en omdat het oog dacht dat het bloed was, dronk het oog het meer leeg en kalmeerde. Het oog veranderde van de woeste leeuwengodin Sechmet in de liefdevolle koegodin Hathor. Zo werd de vroege mensheid gered van de verwoestende werking van het oog van Ra.

Re trok zich vervolgens terug op de rug van Noet (de hemelkoe), die door Sjoe (de luchtgod) opgetild, los van Geb (de aardgod) getrokken, de hoge hemel werd. Ra schiep daarop de onderwereld Doeat en werd de heerser van de hemel. Ra begon nu aan zijn dagelijkse reis langs het hemelgewelf. Daar vaart hij rond in zijn gouden bark van zo'n 770 el (400 meter lang) met naast hem Maät, andere goden en soms ook de farao. De dagbark wordt geroeid door de circumpolaire (nooit ondergaande) sterren en de nachtbark door de dekanen (sterren van de tiendaagse weken van het Egyptische jaar) en planeten. Bij zijn dagelijkse geboorte of ontwaking draagt Ra de naam Chepri en wordt hij bij zonsopkomst door bavianengekrijs begroet. Onder meer Sjoe en Heh (eeuwigheid) ondersteunen Chepri tijdens zijn klim naar de top van de hemel. Rond het middaguur vaart Chepri veilig om de 'zandbank van Apophis' en reist verder als Ra. Als hij, als oude zonnegod Atoem, bij zonsondergang sterft, gaat hij de onderwereld binnen.
- Heerser van de aarde. Een mythe vertelt dat de god Ra ooit een farao was voor de tijd van de predynastieke farao's. Vele farao's zongen hymnen waarin Ra het land zou laten verwarmen en de gewassen zou doen groeien (Akhenaten).
- Ra in de onderwereld. Zoals de god in de hemel begint te reizen met zijn bark, zo doet hij dat ook in de onderwereld om de doden tot leven te wekken. In de avond sterft Ra in het westen als de oude zonnegod Atoem. Na zonsondergang begint voor Ra, vaak in de vorm van een mummie met ramskop, een gevaarlijke, verjongende reis. Dit is te zien in de Litanie van Re en verschillende onderwereldboeken, zoals het Boek van de Nacht. In de onderwereld wordt hij voortgetrokken door een aantal jakhalzen en uraeuscobra's.[bron?] Verschillende goden, Isis, Nephthys, Horus, Hoe (het gesproken bevel), Sia (perceptie), Wepwawet (opener van de wegen), Thot, zelfs Seth (de god van wanorde), helpen mee om de reis tot een goed einde te brengen. Zo wordt het evenwicht tussen goed en kwaad bewaard en kan de zon bij zonsopgang opnieuw worden geboren als Chepri. Ra wordt om deze steeds terugkerende reis heer van de eeuwigheid genoemd. Iedere nacht komt hij Apophis tegen, die hem aanvalt, maar telkens wordt die verslagen zonder ooit te worden gedood. Het bloed van Apophis kleurt de hemel elke ochtend rood als bewijs dat hij weer is verslagen. Deze is ook belangrijk voor zijn voortbestaan, en zulke demonen kan hij ook tegenkomen in het dodenrijk. In de onderwereld wordt Ra tijdens het zevende uur van de nacht gelijkgesteld met Osiris als Ra-Osiris en aanbeden. Dan wordt de ba met het lichaam verenigd en de dag met de nacht.
- Ra als scheppergod. Vele scheppingsverhalen werden in de loop van de Egyptische geschiedenis bedacht, zoals in Heliopolis waar de god Ra (eerst Atoem) de wereld schiep. Ra werd ook wel de vader en moeder van alle levende dingen genoemd. Tijdens het Nieuwe Rijk werd Ra vooral verbonden met de Thebaanse scheppergod Amon tot Amon-Re.
- Ra als koning en vader van de koning. In de Egyptische mythologie werden de schepping van koningschap en die van de wereld gelijkgesteld. Van Amon-Re werd gezegd dat hij vader van de koningen was en dat de koningen van de 5e dynastie van Egypte echte zonen van de god Ra waren. Ze moesten regeren volgens de orde of Maät.

## Ontstaan
Volgens de Helipolitaanse scheppingsmythe ontstond er een oerheuvel (Benben) uit het oerwater (Noen). Op dit eerste, solide element verscheen Ra-Atoem. Door te 'spugen of masturberen' creëerde hij nageslacht: twee kinderen Sjoe (lucht, licht) en Tefnoet (vocht, soms gelijkgesteld met de atmosfeer van de onderwereld). Deze twee oergoden kregen samen twee kinderen: de god Geb (aarde) en godin Noet (hemel). Geb en Noet werden door hun vader Sjoe van elkaar gescheiden. Dankzij Thot, de god van kennis en schrift, konden zij de laatste vier dagen van het jaar samen zijn en toen werden hun vier kinderen Osiris, Isis, Seth en Nephthys geboren. Deze negen goden vormen de Enneade (het negental) van Heliopolis. Volgens de Egyptenaren ligt de oerheuvel benben in de stad Heliopolis (stad van de zon) en er is ook het grootste heiligdom van Ra te vinden.
Toch wordt de koegodin Hathor, de alvoedende moedergodin, in het algemeen beschouwd als de moeder van Ra. Ook bestaat het idee dat Ra uit de hemelgodin Noet is geboren. Dat is vreemd, omdat volgens de Heliopolitaanse scheppingsmythe Noet zijn kleindochter is. Eveneens gelden de hemelse koegodinnen Hathor ('huis van Horus'), Mehet-weret (symbool van de hemelse oceaan waar Ra met zijn zonneschip over vaart) en Ihet ('de koe') als moeder van de zonnegod Ra. Hathor is niet alleen zijn moeder, maar ook zijn dochter.

## Verschijningsvormen
Ra werd vereerd gedurende de geschiedenis van Egypte. Het is natuurlijk niet vreemd dat de god verschillende verschijningsvormen heeft. De god kon worden vereerd als een zonneschijf Aton met een uraeuscobra en met of zonder gestrekte vleugels. Maar meestal werd Ra vereerd in de vorm van een god in een mensenlichaam en een valkenkop, ram en scarabee met een zonneschijf op het hoofd. In verschillende dieren kon hij worden uitgebeeld: ram, scarabee, feniks, slang, hemelstier Mnevis, kater, leeuw en samengestelde dieren.

## De andere namen van Ra
Sommige goden vervingen anderen in de loop van de tijd of ze werden samengevoegd met anderen. Dan werden ze samen een god. 
De samenvoeging van Ra met andere goden
- Amon en Ra werden samen Amon-Ra.

- Horus en Ra  werden samen Ra Horakhty

- Atoem en Ra  werden samen Atoem-Ra

- Osiris en Ra werden samen Ra-Osiris

- Sobek en Ra werden samen Sobek-Ra

## Verering
De zonnegod werd voor het eerst genoemd in de naam van Raneb, een koning van de 2e dynastie van Egypte. De koningen vanaf de 4e dynastie kregen automatisch de titel Zoon van Ra aan hun lange rij van titels. Ra werd vereerd in zijn centrum Heliopolis en in het hele land, en dit tot het einde van de faraonische tijden. De god Ra wordt zelfs genoemd in koptische teksten als in de volgorde: Jezus, de heilige geest en zonnegod Ra. De god werd door alle lagen van de bevolking vereerd, waar hij ook verschijnt in magische teksten.